# Арапахо (народ)
Арапахо (самоназвание — Hinóno’éíno’, «наш народ») — индейский народ. Живет в США, в штатах Вайоминг и Оклахома. Численность — 7 тыс. человек. Среди верующих есть евангелисты, католики, баптисты, меннониты, последователи традиционной религии арапахо и Церкви коренных американцев.

## Язык
Язык арапахо относится к алгонкинской языковой семье. Он принадлежит к западной (равнинной) группе. В настоящее время лучше сохранился у северных арапахо, которые проживают в резервации Уинд-Ривер в Вайоминге.
Число носителей более 1 000 человек. Большая часть арапахо говорит только по-английски.

## История

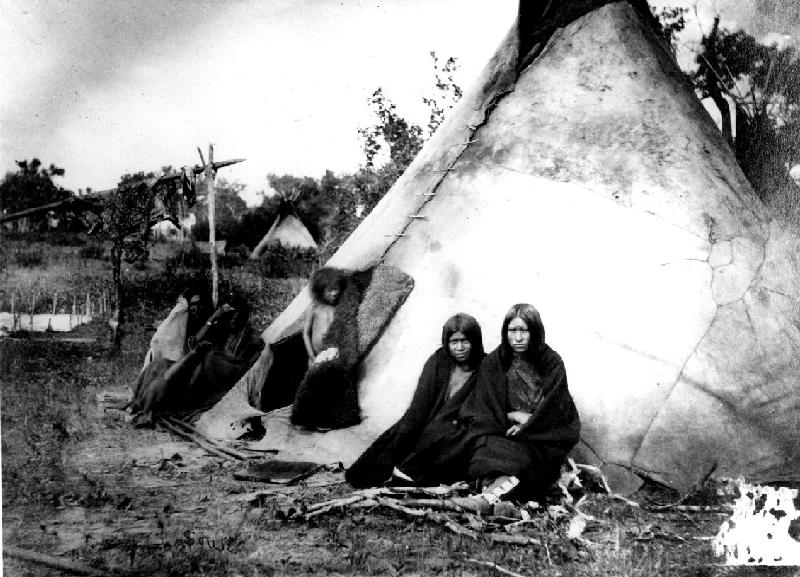
Лагерь арапахо, около 1870 года.

Флаг северных арапахо

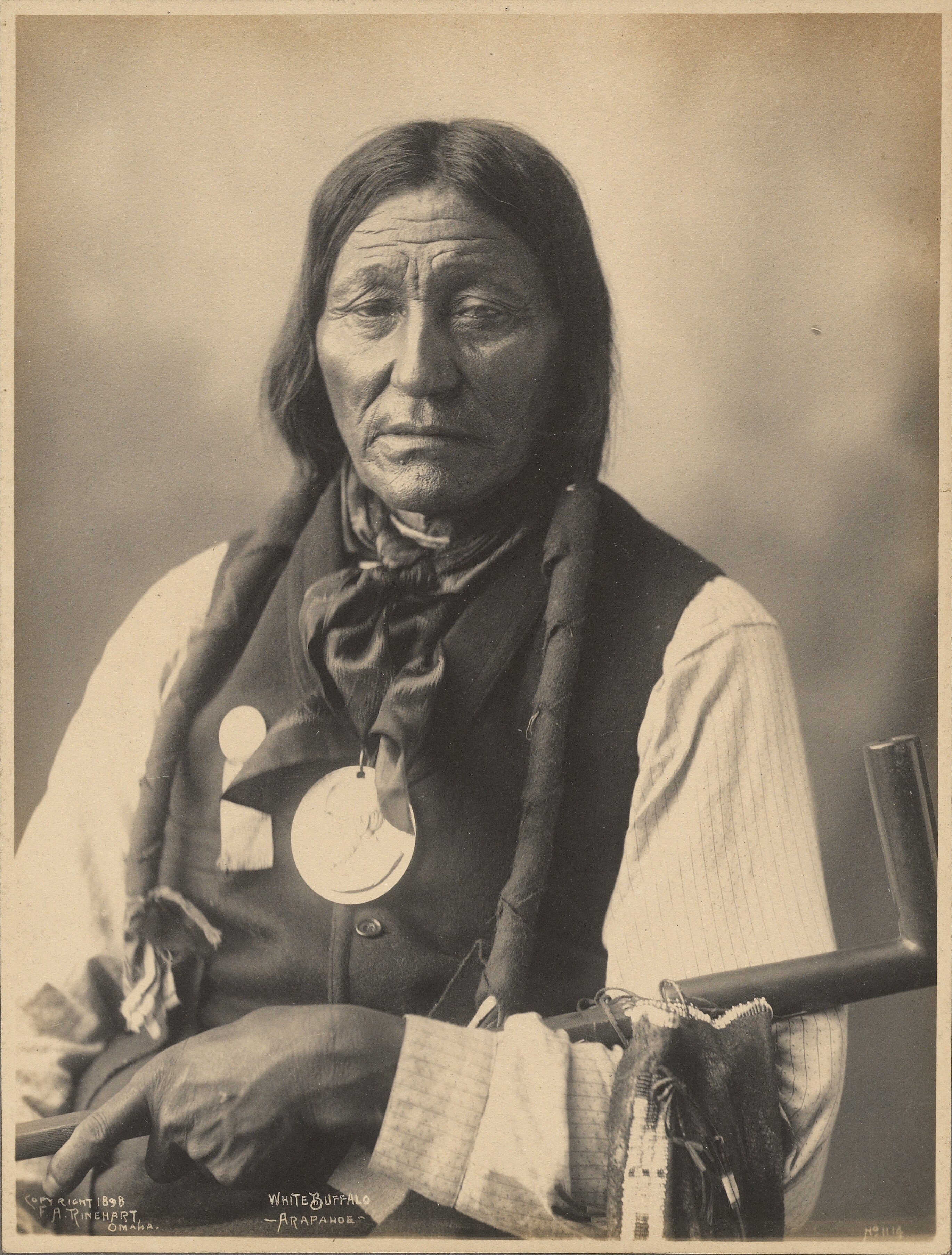
White Buffalo. 1898

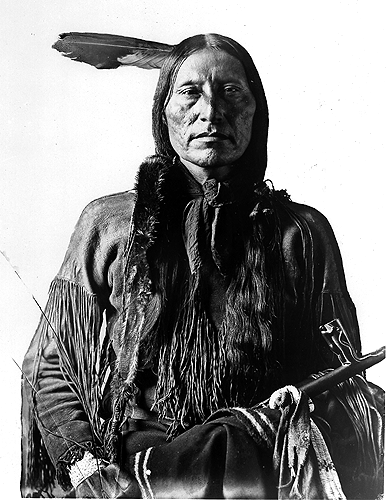
Scabby Bull, вождь. 1906

В недалеком прошлом арапахо вели оседлый образ жизни, обитая на границе лесной и степной зон на территории штатов Миннесота, Северная Дакота, и на юге канадской провинции Манитоба. Их традиционным занятием было подсечно-огневое земледелие и охота на лесную дичь, в меньшей степени — собирательство и рыбная ловля. На рубеже XVII-XVIII веков все племенные группы арапахо были вытеснены враждебными им оджибве и сиу на Великие равнины. К этому времени у них уже появилось некоторое количество лошадей, недостаток которых при кочевании компенсировался с помощью волокуш, запряженных собачьими упряжками. На равнинах арапахо постепенно перешли к конной охоте на бизонов, ставших для них основным источником пропитания. По мере продвижения в сторону Миссури из арапахо выделилась значительная по численности группа, ушедшая в сторону реки Милк — северного притока Миссури, ставшая впоследствии отдельным племенем гровантры. Большая часть арапахо, переправившись через Миссури, некоторое время кочевала на юго-востоке Монтаны и северо-западе Южной Дакоты. В конце XVIII века на западный берег Миссури начали переселяться лакота (западные сиу), тесня арапахо и традиционно союзных им шайенов далее на юг и запад. Арапахо вновь разделились, сформировав в итоге две исторически обособленные группы:
северные арапахо, с начала XIX века и до их переселения в резервацию кочевали у истоков реки Норт-Платт в Вайоминге, а также на западе штата Небраска,
южные арапахо, мигрировали на юг к верховьям реки Арканзас.
По договору 1867 года южные арапахо были поселены в резервацию на Индейской Территории вместе с южными шайенами. Северные арапахо получили собственную резервацию лишь в 1876 году, когда их под военным конвоем доставили в агентство восточных шошонов Уинд-Ривер.
В XX веке арапахо занялись фермерством и животноводством, а также работой по найму.

## Население
Льюис и Кларк в 1805 году определили общую численность арапахо примерно 1500 человек, из них 400 воинов. В 1823 году их численность составила 1300 человек. В 1854 году Джон Уитфилд, индейский агент, насчитал 260 типи. В 1904 году северные арапахо насчитывали 889 человек, южные — 859.
Нынешняя численность северных арапахо составляет 6000 человек, общая численность южных арапахо и южных шайеннов — 11 000 человек.